# Egreš
Egreš – wieś (obec) na Słowacji położona w kraju koszyckim, w powiecie Trebišov. Pierwsze wzmianki o miejscowości pochodzą z 1272 roku. 
Według danych z dnia 31 grudnia 2012 roku, wieś zamieszkiwało 475 osób, w tym 243 kobiety i 232 mężczyzn.
W 2001 roku rozkład populacji względem narodowości i przynależności etnicznej wyglądał następująco:
- Słowacy – 74,7%
- Czesi – 0,47%
- Romowie – 24,35%
- Ukraińcy – 0,24%

Ze względu na wyznawaną religię struktura mieszkańców kształtowała się w 2001 roku następująco:
- Katolicy rzymscy – 55,79%
- Grekokatolicy – 26,71%
- Ewangelicy – 0,95%
- Ateiści – 2,84%
- Nie podano – 0,47%